# Qucun (köpinghuvudort i Kina, Shanxi Sheng, lat 35,73, long 111,55)
Qucun är en köpinghuvudort i Kina. Den ligger i provinsen Shanxi, i den norra delen av landet, omkring 250 kilometer söder om provinshuvudstaden Taiyuan. Antalet invånare är 25 135. Befolkningen består av 12 619 kvinnor och 12 516 män. Barn under 15 år utgör 15,0 %, vuxna 15-64 år 76 %, och äldre över 65 år 8,0 %.
Runt Qucun är det ganska tätbefolkat, med 230 invånare per kvadratkilometer. Närmaste större samhälle är Shicun, 5,9 km söder om Qucun. Trakten runt Qucun består till största delen av jordbruksmark.
Genomsnittlig årsnederbörd är 664 millimeter. Den regnigaste månaden är juli, med i genomsnitt 190 mm nederbörd, och den torraste är december, med 3 mm nederbörd.